# Dichapetalum petelotii
Dichapetalum petelotii är en tvåhjärtbladig växtart som beskrevs av Elmer Drew Merrill. Dichapetalum petelotii ingår i släktet Dichapetalum och familjen Dichapetalaceae. Inga underarter finns listade i Catalogue of Life.